# ロジェ・デルモット
ロジェ・デルモット(Roger Delmotte, 1925年9月20日 - ）は、フランス生まれのトランペット奏者。
フランスのルーベ出身。地元の音楽院でモーリス・ルクレルクにトランペットを師事。1944年の卒業時には名誉賞を贈られ、同年からパリ音楽院に移ってウジェーヌ・フォヴォーに師事し、1946年にプルミエ・プリを得て卒業。1950年のジュネーヴ国際音楽コンクールのトランペット部門で優勝。その年から1985年までパリ・オペラ座管弦楽団の首席トランペット奏者を務める。一方で1951年からヴェルサイユ音楽院で教鞭を取った。

## 註
1. ↑  “Roger Delmotte”. 2020年8月25日時点のオリジナルよりアーカイブ。2020年8月25日閲覧。
2. ↑  “Les épreuves finales du concours international d'exécution musicale 1950 - notreHistoire.ch”. 2020年8月25日時点のオリジナルよりアーカイブ。2020年8月25日閲覧。
3. ↑  アーカイブ 2020年8月25日 - ウェイバックマシン

| スタブアイコン | サブスタブ | この項目は、まだ閲覧者の調べものの参照としては役立たない、音楽関係者（バンド等）に関連した書きかけの項目です。この項目を加筆・訂正などしてくださる協力者を求めています（P:音楽/PJ:芸能人）。 |